# ミッフィー

アムステルダムのナインチェグッズ専門店。ガラス窓右方に「NIJNTJE」の文字が見える。

ミッフィー（英: Miffy）はオランダのグラフィックデザイナー、ディック・ブルーナが描いたウサギの女の子のキャラクターである。「うさこちゃん」の名前でも知られる。
オリジナルであるオランダ語でのキャラクター名はナインチェ・プラウス（蘭: Nijntje Pluis, [ˈnɛintʲə ˈplœys]）で、それを英訳したのが今日最も知られるミッフィーであり、日本では「うさこちゃん」という名前で翻訳された。
2017年2月時点で、絵本の日本国内シリーズ累計発行部数は5,000万部を、全世界シリーズ累計発行部数は8,500万部をそれぞれ突破している。

## 誕生

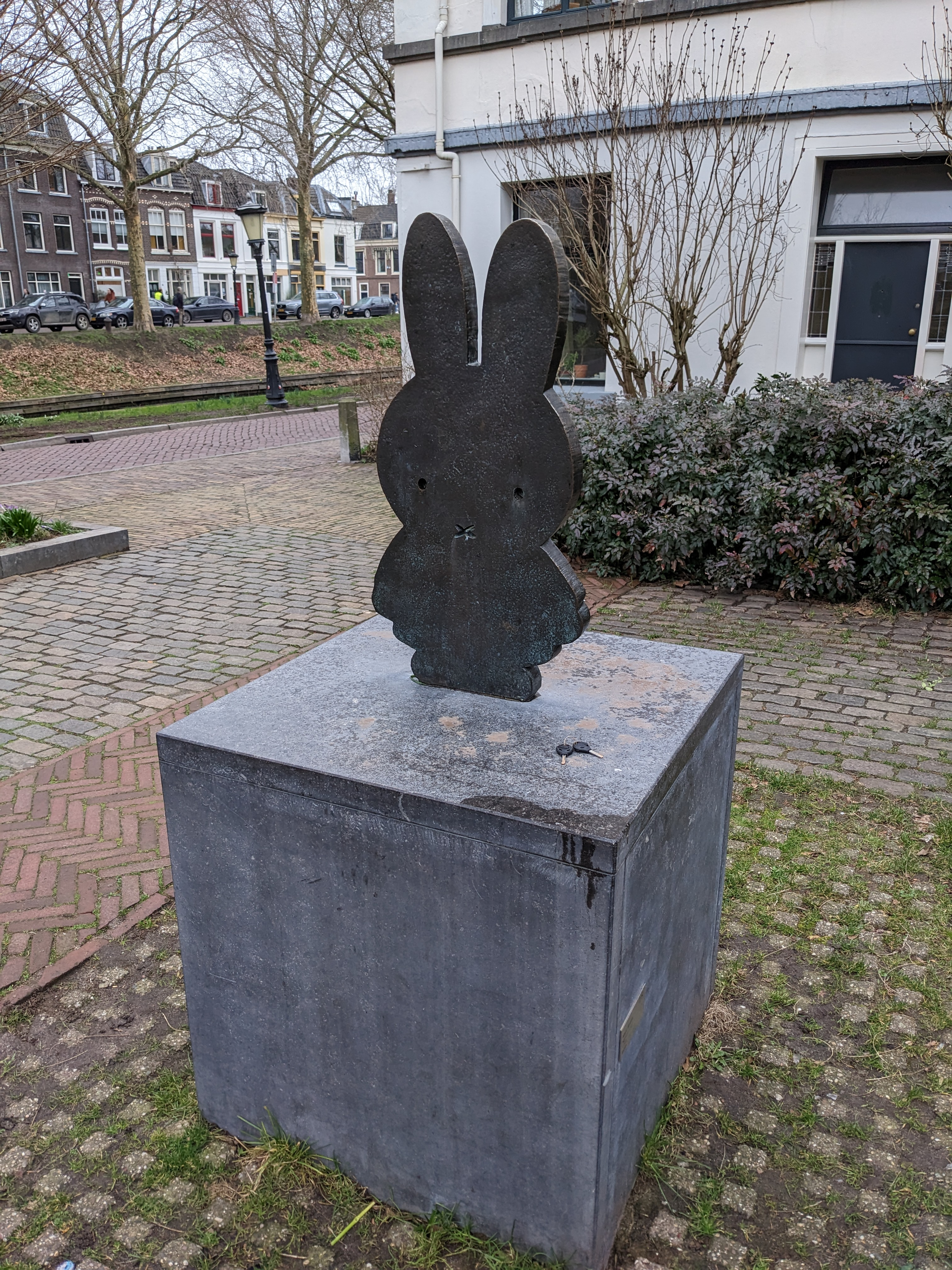
ディック・ブルーナの出身地であるユトレヒト市内にあるナインチェ広場には、次男マルクが制作したナインチェの像が建てられている

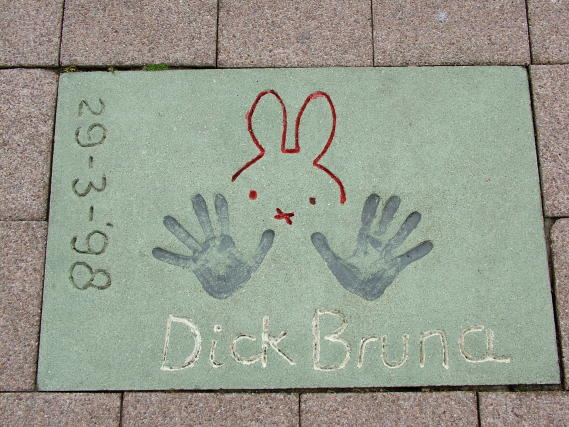
ロッテルダムのヨーロッパ名声の歩道に展示されていたディック・ブルーナの手形

作者のブルーナは、アンリ・マティスやフェルナン・レジェに影響を受け、オランダの抽象美術運動「デ・ステイル」の傾向を色濃く受け継ぐ画家志望の青年だった。しかし結婚にともない1952年7月から父親が経営するA・W・ブルーナ＆ズーン社（以下、ブルーナ社）の正社員となり、フルタイムのデザイナーとしてシンプルな色遣いと印象的なデザインを用いて同社の刊行するミステリ小説のレーベル「ブラック・ベア」シリーズの装幀やポスターなどを大量に手がけていた。

そして、1950年代当時には文章が中心で挿し絵も絵画調の絵作りが当然とされていた児童向けの絵本に、自分のデザインと同様の、シンプルで抽象化された描線と形、原色の色づかい、余白を生かしたデザイン手法を持ち込み、擬人化された動物たちの日常生活を描写した絵本を作成し、その主人公のウサギに、オランダ語で小ウサギを意味する Nijntje という名前を与えた。
こうしてミッフィーは1955年6月にブルーナ社発行の絵本『NIJNTJE（ちいさなうさこちゃん）』として初めて世に出たが、当初のデザインは顔や視線が読者の方を向いておらず耳も斜めなど、現在とは大きく異なる見た目だった。また、絵本そのものの形状も長方形で、ページにおける絵と文章の配置ものちのシリーズとは違っていた。
ミッフィーのデザインが大幅に変わるのは8年後の1963年で、絵本『ちいさなうさこちゃん』『うさこちゃんとどうぶつえん』の改訂版（第2版）発行に際してほぼ現在の見た目となり、さらにそれ以降も年代によって輪郭に丸みを強めるなど変化を重ねていった。
この改訂版から本の形も現在まで踏襲される正方形となり、見開きの片側ページに4行ほどの文章、片側ページに絵を配置する体裁となった。

## 名前
日本では、母国と同じナインチェと呼ばれる機会は少なく、以下の2種のいずれかの名で呼ばれる。
| 名称         | 出典                                                           | 日本での初出 | 由来                                                             |
| ------------ | -------------------------------------------------------------- | ------------ | ---------------------------------------------------------------- |
| うさこちゃん | 福音館書店刊行分など                                           | 1964年       | 訳者石井桃子による訳語                                           |
| ミッフィー   | 講談社刊行分、テレビアニメなど、福音館書店以外のほぼ全ての媒体 | 1981年       | 1964年にイギリスで英語訳版が発売される際に付けられた英語風の名前 |

「miffy（ミッフィー）」という英訳は英語の出版社のオリーブ・ジョーンズという人物のもので、ディック・ブルーナは意味は知らないとしているが、自身も納得した命名であるとしている。
日本においてもナインチェという名前がまったく使用されていないわけではなく、例えばフェリシモの商品カタログ「ミッフィーとおともだち」（2003年に休刊）では、オランダ直輸入のキャラクター商品に対して「ナインチェ」が使われていた他、オランダをテーマとするテーマパークのハウステンボスには古くから関連商品の専門ショップ「ナインチェ」があり、2022年（令和4年）12月1日には世界最大級のミッフィー専門店体験型ショップ&カフェ「nijntjeナインチェ」がオープンした。また、当初のデザインのミッフィーを指して「ナインチェ」と呼称する事もある。
なお、Nijntje に対するカナ転写には、ナインチェとネインチェの両者が見受けられかつて福音館書店のサイトでは「ネインチェ」と表記されていたが、2024年現在は「ナインチェ」表記となっている。また、Pluis に対するカナ転写には、多くプラウスが用いられており、上記の福音館書店も「プラウス」と表記している。
ミッフィーの絵本は世界約50カ国語以上に翻訳されて親しまれているが、多くの国では英語版の名称であるmiffyが使われている。オランダ、ベルギー、ルクセンブルクではオリジナル名である「ナインチェ」の名前で発行されている。フランス語、アフリカーンス語では1996年以降にミッフィーに変更されている。日本においては、90年代に翻訳を行っていた講談社は国際ルールに従ってミッフィーと訳したほか、キャラクターブームによりミッフィーの呼び名が定着したと言われており、朝日新聞社の主催した展示でも広く親しまれているという判断から「ミッフィー展」という名称が選ばれている。原典の絵本に関しては先訳である「うさこちゃん」に現在は統一されている。
2005年（平成17年）4月時点で、絵本の日本でのタイトル数は福音館書店発行の「うさこちゃん」シリーズが14冊、講談社刊行の「ミッフィー」シリーズが12冊。売上上位3冊のトータル部数は「うさこちゃん」が537万部、「ミッフィー」が17万5,000部と歴史の古い「うさこちゃん」が圧倒していた。2005年以降は講談社からの刊行は終了し、福音館書店の「うさこちゃん」シリーズのみが刊行されている。

## キャラクター
本項では後述する「ミッフィーとおともだち」に登場するキャラクターについても記述する。
ミッフィー；うさこちゃん（福音館書店）、ナインチェ (Nijntje)
主人公のウサギ。両親と3人で暮らしている。『うさこちゃんとあかちゃん』では第2子が誕生するため、4人となる。媒体によっては犬のスナッフィーと同居している場合もある。口の×（バッテン）は口と鼻の合体したものである。オランダで最初の絵本（『ちいさなうさこちゃん』と『うさこちゃんとどうぶつえん』の2冊）が出版された1955年6月21日がミッフィーの誕生日という設定。元々は赤ちゃんとして登場したが、年を追うごとに学校に通うようになり、後に第2子が誕生してお姉さんになり、内容によっては赤ちゃんにも小学生にも見えるが、それ以上歳をとるようなことはない。服装は基本的にワンピースである。中でも花柄のワンピースは一番好きな服であり、誕生日のときに着る（なお、以下、子供のキャラクターは性別に関係なくワンピースを着ている）。初期には性別は設定されていなかったが、『うさこちゃんのたんじょうび』から女の子に設定された。これは花柄のワンピースを描きたかったためである。性格は純真無垢で前向き。寒がっていた小鳥のために小屋を作ってあげたり、ダーンをたれみみくんと呼ばないように呼びかけたりするなど、正義感の強いところもあるが、いたずら好きなところもあり、シーツでお化けごっこしたり、お店のキャラメルを盗んでしまったこともある。宝物は誕生日におじいちゃんとおばあちゃん(作中で死去)からもらったクマのぬいぐるみである。『ミッフィーどうしたの?』（講談社）、『うさこちゃんのさがしもの』（福音館書店）にてなくしてしまい、家族や友達に尋ねても見つけることができず、泣きながら必死になって探したほど。原語名は「ふわふわ うさちゃん」の意。名詞 konijn（「ウサギ」の意）の変形+指小辞-tje、名詞 pluis（「ふわふわ、けば、綿毛、フラシ天（プラッシュ）」などの意）。
おとうさん；ふわふわさん/ふわとうさん（福音館書店）、ラビットさん（NHK教育「アニメ ブルーナの絵本」）、Vader Pluis
ミッフィーの父。ガーデニング趣味がありミッフィーにニンジンの栽培を教えたことがある。ミッフィーを動物園や海などへ連れて行くことがある。原語名は「ふわふわ おとうさん」の意。お父さんのような大人のキャラクターは口部がバッテンに横棒を付け足した、線3本で表現されるスターマーク風になっているが、これは「しわを表現した」とのことである。1955年版ではメガネを掛けていたが、1963年に現在のデザインに近いものに改訂された。
おかあさん；ふわおくさん/ふわかあさん（福音館書店）、Moeder Pluis
ミッフィーの母。掃除と料理が上手。テント遊びをするためにテントを張ってあげたり、お化けごっこをするためにシーツでお化けを作ってあげたりするなど、ミッフィーの良き理解者でもある。原語名は「ふわふわ おかあさん」の意。
おじいちゃん；ふわじいちゃん（福音館書店）、Opa Pluis
ミッフィーの父方の祖父。趣味は大工仕事。ミッフィーにキックスクーターや笛を作ってあげたことがある。原語名は「ふわふわ おじいちゃん」の意。
おばあちゃん；ふわばあちゃん（福音館書店）、Oma Pluis
ミッフィーの父方の祖母。趣味は編み物。『ミッフィーのおばあちゃん』（講談社）、『うさこちゃんのだいすきなおばあちゃん』（福音館書店）にて亡くなる。原語名は「ふわふわ おばあちゃん」の意。
あかちゃん（福音館書店）、Kleine Pluis
『うさこちゃんとあかちゃん』（福音館書店）で生まれた2人めの子。
ミッフィーの弟か妹かははっきりしていない。
アリスおばさん；ふんわりふわこさん/ふわこおばさん（福音館書店）､アント・アリス（講談社）､Tante Trijn
ミッフィーの父方のおば。近所の丘の上に住む。料理上手。緑に赤の水玉模様のワンピースを着ている。原語名は「トラインおばさん」の意。
おじさん（福音館書店・講談社とも）；Oom Vliegenier
パイロットのおじさん。ミッフィーの親族ではなく「おじ」には当たらないのだが、プラウス家とは親交が深く、親しみを込めて「おじさん」と呼ばれている。職業は英語版ではボブおじさん、『ミッフィーのせかいりょこう』ではフライヤーおじさんとなっている。原語名は「フリゲニルおじさん」の意。
メラニー；にーなちゃん（福音館書店）、Nina
海外に住むミッフィーの文通相手の女の子。外見はミッフィーにそっくりだが、色が茶色。『ミッフィーとおともだち』では海外住まいではなく友だちとして登場する。子供なので口はバッテン型。
なお、『うさこちゃんのゆめ』に出てくる茶色のウサギはメラニーではないとのこと。
ダーン；だーん（福音館書店）、ダン（NHKEテレ「ミッフィーのぼうけん」）、Daan
ミッフィーのクラスの転校生の男の子。右耳が垂れていることから初めはクラスメートから「たれみみくん」と呼ばれていたが、本人が嫌がっていることを知ったミッフィーは彼を名前で呼ぶようクラスメートに提案した。子供なので口はバッテン型。
あーは（福音館書店）、アギー（講談社）､アニー（NHKEテレ「ミッフィーとおともだち」）、Aagje
ミッフィーの友だちの女の子。外見はミッフィーにそっくり。子供なので口はバッテン型。
うぃるめいん（福音館書店）、ウイン（講談社）、ウィニー（NHKEテレ「ミッフィーとおともだち」）、Willemijn
ミッフィーの友だちの女の子。外見はミッフィーにそっくり。子供なので口はバッテン型。
下記は別の絵本の主人公たちだが、『うさこちゃん』シリーズでも一部の作でミッフィーの友達として登場している。
スナッフィー；くんくん（福音館書店）、Snuffie
ミッフィーの絵本では『うさこちゃんのだんす』にのみ登場する犬。彼女が主人公の絵本シリーズでは、飼い主は人間の主婦となっている。アニメ等の媒体によってではミッフィーの家で飼われている場合もある。『スナッフィーのあかちゃん』（講談社）、『くんくんにこいぬがうまれたよ』（福音館書店）では3匹の子犬が生まれる。原語名は「くんくんちゃん」の意。動詞 snuffen（「くんくんと嗅ぐ、ふんふんと鼻を鳴らす」などの意）+指小辞 -ie。
ボリス；ぼりす（福音館書店）、Boris Beer
ミッフィーの友だちのクマの男の子。性格はやんちゃでおっちょこちょい。原語名の「Beer」は「クマ」の意（英語の「ベア（Bear）」に相当するオランダ語）。
バーバラ；ばーばら（福音館書店）、Barbara Beer
ボリスのガールフレンド。性格はしっかり者。そばかすがある。
ポピーさん；うたこさん（福音館書店）、ポピー・ピッグ（講談社）、Betje Big
ブタの主婦。面倒見がよく、家事や庭仕事が好き。原語名の姓「Big」は「ブタ」の意（英語の「ピッグ（Pig）」に相当するオランダ語であり、「大きい」の「Big」ではない）。
グランティ；ふがこちゃん（福音館書店）、ポジー（テレビアニメ）、Knorretje)
ミッフィーの友だちのブタの女の子。ポピーさんの姪。原語名は「ぶうぶうちゃん」の意。動詞 knorren（「ぶうぶうと鳴く、ぐうぐうといびきをかく、ぶつぶつと文句を言う」などの意）+指小辞 -tje。

## 作品一覧

### 絵本
本項ではミッフィーが主人公もしくは登場する絵本について紹介する。なお、知育絵本については割愛する。
| 原題                             | 福音館書店の邦訳                         | 講談社の邦訳                     |
| -------------------------------- | ---------------------------------------- | -------------------------------- |
| nijntje                          | ちいさなうさこちゃん                     |                                  |
| nijntje in de dierentuin         | うさこちゃんとどうぶつえん               |                                  |
| nijntje in de sneeuw             | ゆきのひのうさこちゃん                   |                                  |
| nijntje aan zee                  | うさこちゃんとうみ                       |                                  |
| nijntje vliegt                   | うさこちゃんひこうきにのる               |                                  |
| het feest van nijntje            | うさこちゃんのたんじょうび               |                                  |
| nijntje in de speeltuin          | うさこちゃんとゆうえんち                 |                                  |
| nijntje in het ziekenhuis        | うさこちゃんのにゅういん                 |                                  |
| nijntjes droom                   | うさこちゃんのゆめ                       | ミッフィーのゆめ                 |
| nijntje op de fiets              | うさこちゃんとじてんしゃ                 |                                  |
| nijntje op school                | うさこちゃんがっこうへいく               |                                  |
| nijntje gaat logeren             | うさこちゃんおとまりにいく               |                                  |
| opa en oma pluis                 | うさこちゃんのおじいちゃんとおばあちゃん |                                  |
| nijntje huilt                    | うさこちゃんのさがしもの                 | ミッフィーどうしたの             |
| het huis van nijntje             | うさこちゃんのおうち                     | ミッフィーのおうち               |
| het feest van tante trijn        | ふわこおばさんのぱーてぃー               | アリスおばさんのパーティー       |
| nijntje in de tent               | うさこちゃんのてんと                     | ミッフィーのたのしいテント       |
| lieve oma pluis                  | うさこちゃんのだいすきなおばあちゃん     | ミッフィーのおばあちゃん         |
| nijntje in het museum            | うさこちゃんびじゅつかんにいく           | ミッフィーのたのしいびじゅつかん |
| nijntje en nina                  | うさこちゃんとにーなちゃん               | ミッフィーとメラニー             |
| het spook nijntje                | うさこちゃんおばけになる                 | ミッフィーのおばけごっこ         |
| nijntje de toverfee              | うさこちゃんまほうをつかう               | まほうつかいミッフィー           |
| nijntje danst                    | うさこちゃんのだんす                     | ミッフィーとおどろう             |
| de brief van nijntje             | うさこちゃんのてがみ                     | ミッフィーのてがみ               |
| kleine pluis                     | うさこちゃんとあかちゃん                 |                                  |
| de tuin van nijntje              | うさこちゃんのはたけ                     |                                  |
| nijntje in luilekkerland         | おかしのくにのうさこちゃん               |                                  |
| een fluit voor nijntje           | うさこちゃんとふえ                       |                                  |
| hangoor                          | うさこちゃんとたれみみくん               |                                  |
| koningin nijntje                 | うさこちゃんはじょおうさま               |                                  |
| nijntje is stout                 | うさこちゃんときゃらめる                 |                                  |
| een cadeau voor opa pluis        | うさこちゃんのおじいちゃんへのおくりもの |                                  |
| Knorretje en de oren van nijntje | うさこちゃんとふがこちゃん               |                                  |

当初は福音館書店から翻訳・出版されていたが、1993年から2005年にかけては講談社から翻訳刊行されており、この時期は福音館書店の既刊と同時に流通していた（『ミッフィーのゆめ』のみ、1981年〈昭和56年〉に講談社から出版されている）。2011年（平成23年）には過去に講談社から発行されていたものも含めて、シリーズ全巻の福音館書店からの翻訳刊行が完了している。

### テレビ番組

#### アニメ ブルーナの絵本
1984年（昭和59年）から1992年（平成4年）にかけて5分番組「アニメ ブルーナの絵本」（2Dアニメ）が、チェコ在住のアニメーターであるジーン・ダイッチとオランダのミューレンホフ・インフォルマティフとパーム・プラス・プロダクションにより制作および放送された。日本では1993年（平成5年）4月5日から1994年（平成6年）4月1日まで、NHK教育テレビ（現・Eテレ）で放送された。ナレーションは長沢彩。全52話だが、そのうち5本は未放送であった。引き続き1994年4月9日から1994年10月29日までNHK衛星第2テレビジョンでも放送され、未放送エピソードのうち4本（「シンデレラ」「ポピーさんのおかいもの」「こねこのネリー」「こうつうしんごう」）が放送された。残りの1本「なんでもできるよ」は、ビデオソフトにのみ収録されている。
1997年（平成9年）4月8日から1998年（平成10年）10月2日には、同タイトルの続編が放送された（1997年12月5日以降の放送は再放送）。前作と異なり、アニメーション制作は日本の会社であるプロジェクトチーム・サラへと変更された。監督は西内としお。全30話。
映像ソフト化の際は第1期が『ブルーナのビデオ絵本館』（キングレコードより発売）、第2期が『ブルーナのおはなしちえあそび』（ポニーキャニオンより発売）に改題されている。これらは、「母と子のテレビタイム」や「ニャンちゅうワールド放送局」内でも放送されている。『ブルーナのビデオ絵本館』は1994年7月の発売から4カ月間で総計7万本（8巻計）を販売した。
おはなし
| 回数  | 放送日         | タイトル                           |
| 第1期 | 第1期          | 第1期                              |
| ----- | -------------- | ---------------------------------- |
| 1     | 1993年4月5日   | かわいいミッフィー                 |
| 2     | 1993年4月6日   | ぶたのポピーさん                   |
| 3     | 1993年4月7日   | ミッフィーのゆめ                   |
| 4     | 1993年4月8日   | こいぬのスナッフィー               |
| 5     | 1993年4月9日   | おかのうえのボリス                 |
| 6     | 1993年4月12日  | ミッフィーとじてんしゃ             |
| 7     | 1993年4月13日  | ポピーさんのたんじょうび           |
| 8     | 1993年4月14日  | ミッフィーとがっこう               |
| 9     | 1993年4月15日  | スナッフィーのあかちゃん           |
| 10    | 1993年4月16日  | ミッフィーとひこうき               |
| 11    | 1993年4月19日  | みんなでいくつ                     |
| 12    | 1993年4月20日  | ミッフィーとうみ                   |
| 13    | 1993年4月21日  | ポピーさんのにわしごと             |
| 14    | 1993年4月22日  | ミッフィーのたんじょうび           |
| 15    | 1993年4月23日  | スナッフィーとかじ                 |
| 16    | 1993年4月26日  | ミッフィーのにゅういん             |
| 17    | 1993年4月27日  | オーケストラ                       |
| 18    | 1993年4月28日  | ミッフィーとゆき                   |
| 19    | 1993年4月29日  | だれのたまご                       |
| 20    | 1993年4月30日  | ミッフィーとゆうえんち             |
| 21    | 1993年7月12日  | ミッフィーとどうぶつえん           |
| 22    | 1993年7月13日  | アリスおばあさまのパーティー       |
| 23    | 1993年7月14日  | ダンとボート                       |
| 24    | 1993年7月15日  | ことばのないおはなし               |
| 25    | 1993年7月16日  | とりとジャック                     |
| 26    | 1993年7月19日  | がっこう                           |
| 27    | 1993年9月1日   | サーカス                           |
| 28    | 1993年9月2日   | おなかをすかしたさかな             |
| 29    | 1993年9月3日   | きいろいとり                       |
| 30    | 1993年9月6日   | ミッフィーのおよばれ               |
| 31    | 1993年9月7日   | ミッフィーのちいさないえ           |
| 32    | 1993年12月1日  | クリスマスものがたり               |
| 33    | 1993年12月2日  | ミッフィーのおじいさまとおばあさま |
| 34    | 1993年12月3日  | くまのボリス                       |
| 35    | 1993年12月6日  | ボリスとバーバラ                   |
| 36    | 1993年12月7日  | ボリスのはるなつあきふゆ           |
| 37    | 1993年12月8日  | くるまいすのロッティ               |
| 38    | 1993年12月9日  | だれのぼうし                       |
| 39    | 1994年2月1日   | ミッフィーがないたわけ             |
| 40    | 1994年2月2日   | スポーツいろいろ                   |
| 41    | 1994年2月3日   | すいへいさん                       |
| 42    | 1994年2月4日   | しらゆきひめ                       |
| 43    | 1994年2月7日   | あかずきんちゃん                   |
| 44    | 1994年2月8日   | おやゆびサム                       |
| 45    | 1994年3月14日  | ぼくはピエロ                       |
| 46    | 1994年3月15日  | りんご                             |
| 47    | 1994年3月16日  | だれのせなか？                     |
| 48    | 1994年7月23日  | シンデレラ                         |
| 49    | 1994年7月23日  | ポピーさんのおかいもの             |
| 50    | 1994年7月30日  | こねこのネリー                     |
| 51    | 1994年7月30日  | こうつうしんごう                   |
| 52    | 未放送         | なんでもできるよ                   |
| 第2期 |                |                                    |
| 1     | 1997年4月8日   | みんな おはよう！                  |
| 2     | 1997年4月9日   | はさみで ちょきちょき              |
| 3     | 1997年4月10日  | あなたは だあれ？                  |
| 4     | 1997年4月11日  | すき？ きらい？                    |
| 5     | 1997年4月14日  | ミッフィーのむしめがね             |
| 6     | 1997年5月6日   | ボリスとバーバラのかくれんぼ       |
| 7     | 1997年5月7日   | ならんで すいすい                  |
| 8     | 1997年5月8日   | おんなじ おんなじ                  |
| 9     | 1997年5月9日   | おおきい ちいさい                  |
| 10    | 1997年5月12日  | あけて ごらん                      |
| 11    | 1997年6月30日  | おてがみかいたら                   |
| 12    | 1997年7月1日   | なんの おと？                      |
| 13    | 1997年7月2日   | まんまる なあに                    |
| 14    | 1997年7月3日   | なにが できるの？                  |
| 15    | 1997年7月4日   | ひとつとたくさん                   |
| 16    | 1997年7月28日  | おきがえしましょ                   |
| 17    | 1997年7月30日  | だれの かげ？                      |
| 18    | 1997年8月1日   | ぼくのぼうしは どこ？              |
| 19    | 1997年10月6日  | おなじ いろ どうれ？               |
| 20    | 1997年10月7日  | だれの おうち？                    |
| 21    | 1997年10月8日  | みんなで おえかき                  |
| 22    | 1997年10月9日  | さんかく しかく な〜んだ           |
| 23    | 1997年10月10日 | だれの かお？                      |
| 24    | 1997年11月3日  | のれたら いいな                    |
| 25    | 1997年11月4日  | ひとりで できるよ                  |
| 26    | 1997年11月5日  | おほしさま いくつ？                |
| 27    | 1997年11月6日  | さかさま なあに？                  |
| 28    | 1997年11月7日  | なかよし いいな                    |
| 29    | 1997年12月2日  | なんか へん？                      |
| 30    | 1997年12月4日  | なにして あそぶ                    |

上記リストで省かれている放送日は第1期・第2期のおはなしを再放送、または放送休止となっている。

#### ミッフィーとおともだち
その後「ミッフィーとおともだち」として独立し、2003年（平成15年）には3Dアニメーションが制作された。二重音声放送で、全65話。このアニメはその後もテレビで繰り返し再放送されているほか、DVDも発売されている。ミッフィーの声は薄井千織、他のキャラクターの声とナレーションは兵藤まこが担当した。NHK教育テレビジョンで放送されている。2007年度時点の放送は、毎週土曜日午後5時40分 - 5時45分。2008年（平成20年）4月6日から2011年9月25日までは、毎週日曜日午後5時30分 - 5時35分。2011年（平成23年）10月2日以降では、毎週日曜日午後5時25分 - 5時30分。
キャラクター
- ミッフィー
- ミッフィーのおとうさん
- ミッフィーのおかあさん
- ミッフィーのおじいちゃん
- ミッフィーのおばあちゃん
- メラニー
- アニー
- ウィニー
- ボリス
- バーバラ
- ポピーさん
- グランティ
- アリスおばさん
- スナッフィー
- せんせい
- せんせいのおともだち

おはなし
| タイトル（DVD）                                        | 回数 | タイトル                              |
| ------------------------------------------------------ | ---- | ------------------------------------- |
| ミッフィーとおともだち（1） ミッフィーのおたんじょうび | 1    | ぬいぐるみの くまちゃん               |
| ミッフィーとおともだち（1） ミッフィーのおたんじょうび | 2    | ぴかぴかの スクーター                 |
| ミッフィーとおともだち（1） ミッフィーのおたんじょうび | 3    | ミッフィーの おたんじょうびプレゼント |
| ミッフィーとおともだち（1） ミッフィーのおたんじょうび | 4    | くまちゃんの にゅういん               |
| ミッフィーとおともだち（1） ミッフィーのおたんじょうび | 5    | ミッフィーの おつかい                 |
| ミッフィーとおともだち（1） ミッフィーのおたんじょうび | 6    | おてつだい たのしいな                 |
| ミッフィーとおともだち（1） ミッフィーのおたんじょうび | 7    | ほんを よみたいな                     |
| ミッフィーとおともだち（1） ミッフィーのおたんじょうび | 8    | あめふり                              |
| ミッフィーとおともだち（1） ミッフィーのおたんじょうび | 9    | ミッフィーと ふしぎな ことり          |
| ミッフィーとおともだち（2） わんわん!スナッフィー      | 10   | はじめまして スナッフィー             |
| ミッフィーとおともだち（2） わんわん!スナッフィー      | 11   | おりこうな スナッフィー               |
| ミッフィーとおともだち（2） わんわん!スナッフィー      | 12   | ミッフィーと かくれんぼ               |
| ミッフィーとおともだち（2） わんわん!スナッフィー      | 13   | スナッフィーは どこなの？             |
| ミッフィーとおともだち（2） わんわん!スナッフィー      | 14   | ミッフィーの しぜんかんさつ           |
| ミッフィーとおともだち（2） わんわん!スナッフィー      | 15   | スナッフィーが しんぱい               |
| ミッフィーとおともだち（2） わんわん!スナッフィー      | 16   | みっつの おねがい                     |
| ミッフィーとおともだち（2） わんわん!スナッフィー      | 17   | スナッフィーの おうち                 |
| ミッフィーとおともだち（3） あそびにいきましょ         | 18   | はじめての ぼうけん                   |
| ミッフィーとおともだち（3） あそびにいきましょ         | 19   | ミッフィーの まっかな たこ            |
| ミッフィーとおともだち（3） あそびにいきましょ         | 20   | すなはまで パーティー                 |
| ミッフィーとおともだち（3） あそびにいきましょ         | 21   | すてきな かぞくりょこう               |
| ミッフィーとおともだち（3） あそびにいきましょ         | 22   | うまく いかない いちにち              |
| ミッフィーとおともだち（3） あそびにいきましょ         | 23   | おひさまと かくれんぼ                 |
| ミッフィーとおともだち（3） あそびにいきましょ         | 24   | テントに おとまり                     |
| ミッフィーとおともだち（3） あそびにいきましょ         | 25   | ゆきの ひの おでかけ                  |
| ミッフィーとおともだち（4） つくったのなあに?          | 26   | スナッフィーの おたんじょうび         |
| ミッフィーとおともだち（4） つくったのなあに?          | 27   | おはなの プレゼント                   |
| ミッフィーとおともだち（4） つくったのなあに?          | 28   | メラニーからの えはがき               |
| ミッフィーとおともだち（4） つくったのなあに?          | 29   | つくるの だいすき                     |
| ミッフィーとおともだち（4） つくったのなあに?          | 30   | きょうしつを かざりましょ             |
| ミッフィーとおともだち（4） つくったのなあに?          | 31   | すなの おしろ                         |
| ミッフィーとおともだち（4） つくったのなあに?          | 32   | おちばを かざりましょ                 |
| ミッフィーとおともだち（4） つくったのなあに?          | 33   | ゆきだるまを つくろう                 |
| ミッフィーとおともだち（5） こぐまのボリス             | 34   | ボリスからの おくりもの               |
| ミッフィーとおともだち（5） こぐまのボリス             | 35   | にんじんパーティー                    |
| ミッフィーとおともだち（5） こぐまのボリス             | 36   | ボリスの おかたづけ                   |
| ミッフィーとおともだち（5） こぐまのボリス             | 37   | くまちゃんの ベッド                   |
| ミッフィーとおともだち（5） こぐまのボリス             | 38   | ことりの おうち                       |
| ミッフィーとおともだち（5） こぐまのボリス             | 39   | びっくり! ピクニック                  |
| ミッフィーとおともだち（5） こぐまのボリス             | 40   | たのしい たこあげ                     |
| ミッフィーとおともだち（5） こぐまのボリス             | 41   | さんぼんの クリスマスツリー           |
| ミッフィーとおともだち（6） ミッフィーとおかあさん     | 42   | おへやの ペンキぬり                   |
| ミッフィーとおともだち（6） ミッフィーとおかあさん     | 43   | きえた カップ                         |
| ミッフィーとおともだち（6） ミッフィーとおかあさん     | 44   | ミッフィーと ことり                   |
| ミッフィーとおともだち（6） ミッフィーとおかあさん     | 45   | まいごの ミッフィー                   |
| ミッフィーとおともだち（6） ミッフィーとおかあさん     | 46   | あさねぼう たいへん！                 |
| ミッフィーとおともだち（6） ミッフィーとおかあさん     | 47   | いたずら ミッフィー                   |
| ミッフィーとおともだち（6） ミッフィーとおかあさん     | 48   | かぜを ひいた ミッフィー              |
| ミッフィーとおともだち（6） ミッフィーとおかあさん     | 49   | あめの ひの わすれもの                |
| ミッフィーとおともだち（7） ふしぎね どうして?         | 50   | あさごはんは にんじん                 |
| ミッフィーとおともだち（7） ふしぎね どうして?         | 51   | あおい たまご                         |
| ミッフィーとおともだち（7） ふしぎね どうして?         | 52   | いろいろな いろを さがそう！          |
| ミッフィーとおともだち（7） ふしぎね どうして?         | 53   | いもむしの へんしん                   |
| ミッフィーとおともだち（7） ふしぎね どうして?         | 54   | そらを とんだ ミッフィー              |
| ミッフィーとおともだち（7） ふしぎね どうして?         | 55   | わくわく たねまき                     |
| ミッフィーとおともだち（7） ふしぎね どうして?         | 56   | りんごは どこ？                       |
| ミッフィーとおともだち（7） ふしぎね どうして?         | 57   | はる なつ あき ふゆ                   |
| ミッフィーとおともだち（8） なかよし うれしいな!       | 58   | たいせつな おともだち                 |
| ミッフィーとおともだち（8） なかよし うれしいな!       | 59   | ゆかいな ボールあそび                 |
| ミッフィーとおともだち（8） なかよし うれしいな!       | 60   | ダンスの おけいこ                     |
| ミッフィーとおともだち（8） なかよし うれしいな!       | 61   | すてきな レストラン                   |
| ミッフィーとおともだち（8） なかよし うれしいな!       | 62   | スナッフィーと すべりだい             |
| ミッフィーとおともだち（8） なかよし うれしいな!       | 63   | おんがく だいすき！                   |
| ミッフィーとおともだち（8） なかよし うれしいな!       | 64   | かそうパーティー                      |
| ミッフィーとおともだち（8） なかよし うれしいな!       | 65   | うたう スープ                         |

おはなし（日本語版 未放送）
| 回数 | タイトル                                |
| ---- | --------------------------------------- |
| 66   | De wedstrijd van Boris                  |
| 67   | Nijntje telt de bomen                   |
| 68   | Nijntjes dansgroep                      |
| 69   | Boris vergeet iets                      |
| 70   | Nijntjes cadeau voor moederdag          |
| 71   | Nijntje en Snuffie horen gekke geluiden |
| 72   | Nijntje harkt de tuin                   |
| 73   | De familie Pluis gaat een dagje uit     |
| 74   | Nijntje leert skiën                     |
| 75   | Nijntje speelt doktertje                |
| 76   | Snuffies winterpret                     |
| 77   | De schaduw van Nijntje                  |
| 78   | Het raadsel van Nijntje                 |

#### ミッフィーとおともだち（スペシャル版）
また、2007年（平成19年）9月6日から28日まで、「ミッフィーのせかいりょこう」がNHK教育テレビジョンで毎週木・金曜日の午前7時15分 - 7時25分に放送。全4話。ミッフィーの声は酒井乃碧、ナレーションと他のキャラクターの声は兵藤まこが担当した。また、25分拡大版スペシャルが2008年（平成20年）に開始。ミッフィーの声は中川澪が担当した。2011年（平成23年）11月20日、「ミッフィーのせかいりょこう」を特番放送。
ミッフィーのせかいりょこう
キャラクター
- ミッフィー
- ミッフィーのおとうさん
- ミッフィーのおかあさん
- メラニー
- グランティ
- フライヤーおじさん
- タカ
- マヌ
- メラニーのおじさん
- メラニーのおばさん
- マヌのおともだち
- ボリス
- バーバラ
- スナッフィー
- ウミク
- ハスキー
- ウミクのおかあさん

おはなし
| 回数 | タイトル          | 放送日         | 放送時間            |
| ---- | ----------------- | -------------- | ------------------- |
| 1    | ヨーロッパの たび | 2011年11月20日 | 15:45 - 15:55       |
| 1    | ヨーロッパの たび | 2012年1月3日   | 18:40 - 18:50       |
| 2    | アジアの たび     | 2009年12月23日 | 10:40 - 10:50（選） |
| 3    | アフリカの たび   | 2011年9月19日  | 09:55 - 10:05       |
| 3    | アフリカの たび   | 2011年11月20日 | 15:55 - 16:05       |
| 4    | ほっきょくの たび | 2009年12月23日 | 10:50 - 11:00（選） |
| 4    | ほっきょくの たび | 2011年9月19日  | 10:05 - 10:15       |
| 4    | ほっきょくの たび | 2011年11月20日 | 16:05 - 16:15       |

ミッフィーとおともだち　スペシャル
キャラクター
- ミッフィー
- ミッフィーのおとうさん
- ミッフィーのおかあさん
- ミッフィーのおじいちゃん
- ミッフィーのおばあちゃん
- あかちゃん
- メラニー
- アニー
- ウィニー
- ボリス
- バーバラ
- ポピーさん
- グランティ
- アリスおばさん
- スナッフィー
- せんせい
- フライヤーおじさん

おはなし
| 回数 | タイトル                    | 放送日         | 放送時間      |
| ---- | --------------------------- | -------------- | ------------- |
| 1    | どうぶつえんに つれてって   | 2010年1月2日   | 17:10 - 17:20 |
| 1    | どうぶつえんに つれてって   | 2015年2月28日  | 16:35 - 16:45 |
| 1    | どうぶつえんに つれてって   | 2015年6月21日  | 16:35 - 16:45 |
| 1    | どうぶつえんに つれてって   | 2016年4月17日  | 16:00 - 16:10 |
| 1    | どうぶつえんに つれてって   | 2016年12月25日 | 15:50 - 16:00 |
| 2    | おたんじょうび おめでとう！ | 2016年1月10日  | 16:00 - 16:10 |
| 2    | おたんじょうび おめでとう！ | 2016年12月3日  | 16:35 - 16:45 |
| 3    | パーティーへ ようこそ！     | 2010年1月1日   | 17:10 - 17:20 |
| 3    | パーティーへ ようこそ！     | 2015年3月28日  | 18:00 - 18:10 |
| 3    | パーティーへ ようこそ！     | 2015年5月16日  | 16:00 - 16:10 |
| 3    | パーティーへ ようこそ！     | 2016年11月12日 | 16:00 - 16:10 |
| 4    | はじめまして あかちゃん     | 2010年11月23日 | 10:00 - 10:10 |
| 4    | はじめまして あかちゃん     | 2015年3月1日   | 16:24 - 16:34 |
| 4    | はじめまして あかちゃん     | 2015年12月26日 | 15:30 - 15:40 |
| 4    | はじめまして あかちゃん     | 2016年10月1日  | 09:30 - 09:40 |

#### ミッフィーのぼうけん
2016年（平成28年）4月10日から2022年（令和4年）4月3日まで3DCGアニメを用いた新シリーズとして「ミッフィーのぼうけん」がスタート。二重音声放送で、ミッフィーの声は大川春菜、メラニーの声は佐野仁香、グランティの声は小澤美優、ナレーションは櫻井孝宏が担当するなど、「ミッフィーとおともだち」とは対照的に、ミッフィーの声だけでなく、ナレーションや他のキャラクターの声もそれぞれ個別化された。放送時間は変わらず、毎週日曜日午後5時25分-5時30分。新作放送は2018年度で終了したが、残りの3年間は再び2016年度から再放送した。
キャラクター
- ミッフィー
- ミッフィーのおとうさん
- ミッフィーのおかあさん
- ミッフィーのおじいちゃん
- ミッフィーのおばあちゃん
- メラニー
- ダン
- ボリス
- バーバラ
- ポピーさん
- グランティ
- アリスおばさん
- スナッフィー
- パイロットのおじさん
- 牧場のおじさん
- せんせい
- お医者さん

おはなし
| 回数     | 放送日         | タイトル                         |
| 2016年度 | 2016年度       | 2016年度                         |
| -------- | -------------- | -------------------------------- |
| 1        | 2016年4月10日  | ミッフィーとみずたまり           |
| 2        | 2016年4月17日  | ミッフィーとドラゴン             |
| 3        | 2016年5月1日   | ミッフィーとことり               |
| 4        | 2016年5月8日   | ミッフィー はたけをつくる        |
| 5        | 2016年5月15日  | ミッフィーとテニス               |
| 6        | 2016年5月22日  | ミッフィーとようせい             |
| 7        | 2016年6月5日   | バレリーナになったグランティ     |
| 8        | 2016年6月12日  | ミッフィーとおちば               |
| 9        | 2016年6月19日  | ミッフィーのどきどきキャンプ     |
| 10       | 2016年7月3日   | ミッフィーのカート               |
| 11       | 2016年7月10日  | ボリスのプレゼント               |
| 12       | 2016年7月17日  | ミッフィーとおもちゃのふね       |
| 13       | 2016年7月24日  | ミッフィーのかさ                 |
| 14       | 2016年8月7日   | このおと なあに？                |
| 15       | 2016年8月14日  | はじめてのボウリング             |
| 16       | 2016年8月21日  | ミッフィーとすなのおしろ         |
| 17       | 2016年9月4日   | ミッフィーと おそらのくも        |
| 18       | 2016年9月11日  | ボリスがおれちゃった？           |
| 19       | 2016年9月18日  | ステキな えはがき                |
| 20       | 2016年10月2日  | ミッフィーとワニ                 |
| 21       | 2016年10月9日  | たこを とばそう                  |
| 22       | 2016年10月16日 | みんなでふわふわ                 |
| 23       | 2016年10月23日 | おばあちゃんのケーキ             |
| 24       | 2016年11月6日  | ハイキングでたからさがし         |
| 25       | 2016年11月13日 | ダンのびっくりばこ               |
| 26       | 2016年11月20日 | かぜをひいたアリスおばさん       |
| 2017年度 |                |                                  |
| 27       | 2017年4月9日   | ミッフィーとちょうちょ           |
| 28       | 2017年4月16日  | ミッフィーとかみなり             |
| 29       | 2017年4月23日  | としょかんでおてつだい           |
| 30       | 2017年5月7日   | グランティどこに いるの？        |
| 31       | 2017年5月14日  | ミッフィーとたからのちず         |
| 32       | 2017年5月21日  | ミッフィー ウエイトレスになる    |
| 33       | 2017年6月4日   | ミッフィーとかたつむり           |
| 34       | 2017年6月11日  | ミッフィーと うみのおほしさま    |
| 35       | 2017年6月18日  | ミッフィー、パイロットになる     |
| 36       | 2017年7月2日   | おかあさんのおたんじょうび       |
| 37       | 2017年7月9日   | おじいちゃんとオバケ             |
| 38       | 2017年7月16日  | こおりのうえのボリス             |
| 39       | 2017年7月23日  | ミッフィーと じてんしゃ          |
| 40       | 2017年8月6日   | ミッフィーのつかみどりゲーム     |
| 41       | 2017年8月13日  | ミッフィーのコンサート           |
| 42       | 2017年8月20日  | スナッフィーをさがせ！           |
| 43       | 2017年9月3日   | ミッフィーとホットケーキ         |
| 44       | 2017年9月10日  | ミッフィーおともだちをたすける   |
| 45       | 2017年9月17日  | ミッフィーときんぎょ             |
| 46       | 2017年10月1日  | ミッフィーのアイスクリーム       |
| 47       | 2017年10月8日  | ダン オオカミになる              |
| 48       | 2017年10月15日 | スナッフィーとひつじ             |
| 49       | 2017年10月22日 | ミッフィーときえたたまご         |
| 50       | 2017年11月5日  | おとうさんはすいどうやさん？     |
| 51       | 2017年11月12日 | メラニーのえんそく               |
| 52       | 2017年11月19日 | ミッフィーリーダーになる         |
| 2018年度 |                |                                  |
| 53       | 2018年4月8日   | くるまをあらおう                 |
| 54       | 2018年4月15日  | ミッフィーとあそびのおうち       |
| 55       | 2018年4月22日  | ダンのおとまり                   |
| 56       | 2018年5月6日   | ミッフィー かいぞくになる        |
| 57       | 2018年5月13日  | ミッフィーとアヒルちゃん         |
| 58       | 2018年5月20日  | ダンのスケートボード             |
| 59       | 2018年6月3日   | ミッフィーのパーティードレス     |
| 60       | 2018年6月10日  | おとうさんの ちちのひカード      |
| 61       | 2018年6月17日  | グランティのはっけん             |
| 62       | 2018年7月1日   | ミッフィーのピクニック           |
| 63       | 2018年7月8日   | グランティのタルト               |
| 64       | 2018年7月15日  | グランティはおこりんぼう？       |
| 65       | 2018年7月22日  | サファリパークのミッフィー       |
| 66       | 2018年8月5日   | ミッフィーとペットショー         |
| 67       | 2018年8月12日  | ミッフィーのとくべつなはね       |
| 68       | 2018年8月19日  | ミッフィーとプール               |
| 69       | 2018年9月2日   | がっこうでのスナッフィー         |
| 70       | 2018年9月9日   | ベラのあかちゃん                 |
| 71       | 2018年9月16日  | ミッフィーとほしぞら             |
| 72       | 2018年9月23日  | ミッフィーはなにになるの？       |
| 73       | 2018年10月7日  | ミッフィーのスポーツのひ         |
| 74       | 2018年10月21日 | ミッフィーとハロウィーン         |
| 75       | 2018年12月2日  | ミッフィーのゆきあそび           |
| 76       | 2018年12月9日  | ミッフィーとふしぎなあしあと     |
| 77       | 2018年12月16日 | ミッフィーとまふゆのおまつり     |
| 78       | 2018年12月23日 | ミッフィーとクリスマスのごちそう |

### 劇場版
2013年（平成25年）春に、初の長編映画『ミッフィー どうぶつえんで宝さがし』が公開された。内容は、ミッフィーと友達が動物園に出かけてそこでさまざまな冒険を繰り広げる。テレビアニメ版（2012年末まで放送されていた3Dアニメ版）を踏襲したものになった。ナレーションは小松未可子が担当している。
キャラクター
- ミッフィー
- ミッフィーのおとうさん
- ミッフィーのおかあさん
- メラニー
- グランティ
- スナッフィー
- 園長さん

### DVD

#### ミッフィーとおともだちシリーズ
- ミッフィーのお誕生日
- わんわん! スナッフィー
- あそびにいきましょ
- つくったのなあに?
- こぐまのボリス
- ミッフィーとおかあさん
- ふしぎね どうして?
- なかよし うれしいな!

### レコード・CD
- すきすき うさこちゃん（シングルレコード、1984年6月1日発売。歌：大杉久美子 & 大杉恵麻、日本コロムビア）
  - 振り付け付き。B面曲は「Dream うさこちゃん」。
- ブルーナのすきすきうさこちゃん（LP、1984年8月21日発売。日本コロムビア）
- ブルーナのはじめてであうシリーズ〜はじめてであうすきすきうさこちゃん（CD、1990年6月21日発売。日本コロムビア）
- ミッフィーとうたうどうよう（CD、1994年10月21日発売。キングレコード）
- ミッフィーときくどうよう（CD、1994年10月21日発売。キングレコード）
- ミッフィーとふしぎなおと（CD、1997年7月2日発売。キングレコード）
- ミッフィーのおさんぽ（CD、1997年7月2日発売。キングレコード）
- ミッフィーのあいうえおあそび（CD、1998年2月21日発売。キングレコード）
- ミッフィー はじめてのどうよう（CD、2001年3月7日発売。キングレコード）
- ミッフィー たのしいどうよう（CD、2001年3月7日発売。キングレコード）
- ミッフィーとおともだち（CD、2003年12月26日発売。キングレコード）
- ミッフィー どうようだいすき（CD、2004年3月3日発売。キングレコード）
- ミッフィー うたうのだいすき（CD、2004年3月3日発売。キングレコード）
- ミッフィー・クリスマス・ギフト（CD、2004年11月3日発売。キングレコード）
- ミッフィー ハッピー・ハッピー・クリスマス（CD、2004年11月3日発売。キングレコード）
- ミッフィー どうようパーティー（CD、2005年3月2日発売。キングレコード）
- ミッフィー はじめてのえいごのうた（CD、2005年3月2日発売。キングレコード）
- ミッフィー ようちえん・ほいくえん 季節のうた・あそびうた（CD、2005年3月2日発売。キングレコード）
- ミッフィー こどもヒットソング（CD、2005年3月2日発売。キングレコード）
- ミッフィー どうようのたび（CD、2007年3月7日発売。キングレコード）
- ミッフィー わんぱくヒットソング（CD、2007年3月7日発売。キングレコード）
- ミッフィー ようちえん・ほいくえんのあそびうた（CD、2007年3月7日発売。キングレコード）
- ミッフィー 季節を感じる どうよう （CD、2009年3月11日発売。キングレコード）
- ミッフィー おどって歌える ヒットソング（同上）
- ミッフィー 親子で楽しむ てあそびうた（同上）
- ミッフィー かぞくであつまれ!55あそびうた（CD、2010年3月10日発売。キングレコード）
- ミッフィー うたのプレゼント!55キッズソング（同上）
- ミッフィー ハッピーラッキー!55こどものうた（同上）
- ミッフィー みんなでうたおう!55どうよう（同上）
- ミッフィーのフレッシュ!こどもおんがくワールド かわいいソング（CD、2011年3月9日発売。キングレコード）
- ミッフィーのフレッシュ!こどもおんがくワールド いっしょにあそびうた（同上）
- ミッフィーのフレッシュ!こどもおんがくワールド げんきげんき!キッズソング（同上）
- ミッフィーのフレッシュ!こどもおんがくワールド いっしょにうたおう!どうよう（同上）

## 企業への起用
- レジャー業
  - ハウステンボスオープン時より主要キャラクターの1人として、作者が新たにデザインした「赤いスカーフに黄色い木靴」を着用したオリジナルのミッフィーが登場している。
- 運輸業
  - KLMオランダ航空 - 2000年に「日蘭友好400年記念」として日本 - オランダ間のフライトの機内販売として、客室乗務員の制服を着たぬいぐるみを登場させた。現在もキャンペーンなどでキャラクターとして採用している。
  - 日本エアシステム（現・日本航空） - ミッフィーに限らず、ブルーナのキャラクターを全般的に採用していた。
  - 阪急電鉄 - 2022年 - 2023年に、1000系・1300系電車を使用したラッピング車両を運行[43]。
  - 東京都交通局（都営地下鉄） - 2019年より全線で「子育て応援スペース」を設置し、ミッフィーをはじめとするキャラクターを車両内外に使用したラッピングを実施。特に三田線の6500形車両では2023年2月より展開されている[44]。
- 金融業・保険
  - 協和埼玉銀行・あさひ銀行[注釈 15] - あさひ銀行・協和埼玉銀行の直接の前身にあたる協和銀行は、1981年（昭和56年）よりマスコットキャラクターとして起用していた（ブルーナのキャラクターも全般的に採用していた）。埼玉銀行との合併後、協和埼玉銀行と行名を変更し、あさひ銀行と名を変えてからも引き続き起用されていた。
  - 明治安田生命保険
  - JAバンク兵庫
- 食品
  - サントリーフーズ 「なっちゃん」 -  ペットボトル附属のおまけや抽選プレゼントなどに広く起用される。
  - フジパン - 「本仕込」シリーズ。毎年春と秋の販促キャンペーンに起用される。
  - ダイドードリンコ - 商品のパッケージやノベルティグッズなど。
- 販売業
  - 花キューピット
  - ローソン - 商品購入やローソンカード（現・ローソンPontaカード）加入者にミッフィーグッズのプレゼント。ただし応募用紙にはうさこちゃん書籍からとして画像が載っている。
- 日用品
  - 王子ネピア「ネピア」
  - サンスター
  - ユースキン製薬
  - ピップフジモト「ワンダーペット」
- インフラ・その他
  - 大阪ガス
  - コダック
  - ミサワホーム
  - 日本曹達[45]

## その他
- 1996年、アムステルダムに初めてミッフィー専門店が開店した[46]。
- ミッフィー誕生45周年を迎えた2000年に、ナインチェを「世界で最もバースデーカードを貰ったキャラクター」としてギネスブックに登録しようという呼びかけが行われた。80カ国以上から3万7,865枚のバースデーカードが届けられ、最高記録としてギネスブックに掲載された[46]。
- ミッフィー誕生50周年を迎えた2005年にも同様の呼びかけが行われ、世界43ヶ国から3万9,670枚のバースデーカードが届けられ記録を更新した[47]。
- 2005年、ミッフィー誕生50周年を記念して『50 years with miffy ミッフィー展』が各地で開催され、日本未刊行の絵本『ちいさなうさこちゃん』初版から、近作『うさこちゃんのはたけ』までのスケッチや原画、また約40ヶ国で読まれている各国の翻訳本などが紹介された[48]。
- ミッフィー誕生50周年を迎え、クック諸島発行、オーストラリア造幣局鋳造で誕生50周年記念コイン（金貨、銀貨）が限定発売された。また2005年、オランダ郵政から、ナインチェの切手が発行されている。